# Hofanlage Seeberger Landstraße 85
Die Hofanlage Seeberger Landstraße 85 in der niedersächsischen Gemeinde Lilienthal-Seebergen im Landkreis Osterholz stammt aus dem 18. bis 20. Jahrhundert. Aktuell (2025) wird sie zum Wohnen und landwirtschaftlich genutzt.
Die Gebäude stehen unter Denkmalschutz (siehe auch Liste der Baudenkmale in Lilienthal).

## Geschichte und Beschreibung
Der Ortsteil Seebergen wurde von um 1700 bis 1766 bei der Moorkolonisierung errichtet, bestand aus einzelnen Höfen und liegt südöstlich des Kerns von Lilienthal.
Diese Hofanlage besteht aus
- dem eingeschossigen traufständigen Wohn- und Wirtschaftsgebäude von 1879 (Inschrift) als Zweiständer-Hallenhaus in Fachwerk mit Steinausfachungen und reetgedecktem Satteldach und am Wohngiebel Krüppelwalmdach, sowie Grooter Door mit Korbbogen; im Kern stammt das Haus von um 1740, es wurde 1879 verlängert und an der nördlichen Traufseite massiv erneuert,[2]
- der eingeschossigen traufständigen Scheune von 1910 (Inschrift) in Fachwerk mit Steinausfachungen ziegelgedecktem Satteldach und Quereinfahrt sowie mit massiver verklinkerter Verlängerung nach Westen[3]
- und einem weiteren nicht denkmalgeschütztem Gebäude.

Das Landesdenkmalamt befand u. a.: „… typisches Hallenhaus in Zweiständerkonstruktion …“